# محافظة سراة عبيدة
محافظة سراة عَبِيدة هي محافظة سعودية تابعة لمنطقة عسير في المملكة العربية السعودية. وتقع شرق منطقة عسير.

## الموقع الجغرافي
يحدها من الجنوب محافظة ظهران الجنوب ومحافظة جازان، ومن الشمال محافظة أحد رفيدة، ومن الشرق مركز الأمواه ومركز الفيض، ومن الغرب محافظة أحد رفيدة ومنطقة جازان، وتبعد عن مدينة أبها مسافة 73 كيلو متر تقريباً وتبعد عن مدينة ظهران الجنوب مسافة 70 كيلو متر تقريباً، وهي تقع على دائرة عرض 18 درجة و4 دقائق وخط طول 43 درجة و9 دقائق، كما تبلغ مساحتها حسب المخطط الهيكلي المعتمد في عام 1417 هـ حوالي 4200 هكتار. يبلغ طول المحافظة 120 كم وعرضها 38 كم ومساحتها 450 كم مربع تقريباً.

## التسمية
سراة عبيدة وكانت تسمى قديماً سراة جنب  وتلاشى اسم سراة جنب ليحل محله (خميس عبيدة) نسبة إلى سوق أسبوعي كبير الذي كان يعقد في قرية البوطة التي تعتبر مركز محافظة سراه عبيدة

## المناخ
يتنوع من معتدل صيفاً إلى بارد شتاءً بشكل عام، وتبلغ درجة الحرارة العظمى صيفاً 25-30 درجة تقريباً، والصغرى شتاءً 5-1 درجات تقريباً، وتتمتع بمعدل هطول أمطارمعتدلة، ويصل معدل الرطوبة بها إلى 45%.

## السكان
بلغ عدد سكان محافظة سراة عبيدة (57,123) نسمة حسب تعداد السعودية 2022، عدد السعوديين (45,689) نسمة، وعدد غير السعوديين (11,434) نسمة.

## الخدمات الصحية
يوجد في المحافظة مستشفى عام يحتوي كافة الاختصاصات ويقدم الخدمات الصحية والعلاجية لسكان المحافظة بشكل عام في حين أنه تم في العام 1429 هـ أفتتاح مستشفى في أمارة الفرشة لتقوم بخدمة المناطق الواقعة في إقليم تهامة كمثل (الفرشة، وادي الحياة، البقعة) وتخفف العبء عن مستشفى سراة عبيدة العام في مدينة سراة عبيدة، إضافة لذلك يوجد أيضاً إدارة مراكز الرعاية الصحية والطب الوقائي بسراة عبيدة والتي تقوم بتطبيق برامج الرعاية الصحية بالمحافظة من حيث رعاية الطفولة والأمومة والعناية بالأمراض المزمنة (السكري، الضغط، الربو، السمنة، التدخين، والأمراض النفسية) وذلك عبر مراكز صحية موزعة في جميع أرجاء المحافظة ومجهزة بالكادر الطبي والتجهيزات المناسبة وهذه المراكز الصحية هي:
- مركز صحي سراة عبيدة
- مركز صحي وادي خضار
- مركز صحي العرقين
- مركز صحي عين اللوي
- مركز صحي العسران
- مركز صحي جوف آل معمر
- مركز صحي الوهابة
- مركز صحي الفرحة
- مركز صحي سبت بني بشر
- مركز صحي آل الخلف
- مركز صحي العرضين
- مركز صحي الجوة
- مركز صحي الفرشة
- مركز صحي وادي الحياة
- مركز صحي البقعة
- إضافة إلى مركزين لمكافحة الأمراض السارية
- مركز المكافحة بالفرشة
- مركز المكافحة بسراة عبيدة

## المواصلات
تتمتع بشبكة طرق حديثة تصلها مع باقي الهجر والمراكز التابعة لها.وأقرب مطار لها هو مطار أبها الإقليمي، حيث تحط به رحلات مباشرة من دبي والقاهرة وعدن بشكل دوري وأسبوعي.

## أهم معالم المحافظة
تشتهر بسوق يوم الخميس وقرية آل خلف الأثرية.
من أهم وأبرز الرموز في محافظة سراة عبيدة ما يلي:
- دوار سراة عبيدة الذي يقع في منتصف المدينة وبالقرب منه كلا من مستشفى سراة عبيدة العام أيضا بلدية سراة عبيدة وبالقرب منه أيضا مبنى محافظة سراة عبيدة ومبنى كلية التربية للبنات.
- مكتوب على هذا الدوار اسم المحافظة «سراة عبيدة» وتقرأ من الجهتين ومن وجهي الدوار أيضا ويعتبر الدوار تقاطع مهما حيث أنه يربط أهم الطرق الموجودة في المحافظة.
- أيضا دوار السوق المسمى محليا«دوار الخضرة» هذ الدوار يقع في السوق الشعبي للمحافظة وهو على شكل آنية يوجد بها عدة أنواع من الفاكهة يعلوها فاكهة الأنناس ويعتبر رمزا لسوق الخضرة الموجود بالقرب منه.
- دوار السلامة أو الشرطة«أسماء محلية» وسمي بالسلامة لوجود عبارة «مع السلامة» مكتوبة عليه وسمي بدوار الشرطة لوجوده أمام مبنى الشرطة ويقع على امتداد شارع سراة عبيدة العام.
- دوار الصناعية ويقع على مدخل الصناعية وهو على شكل برج وفي أعلاه مفتاح يرمز لعدة الميكانيكي.
- الممشى ويقع بالقرب من المعهد المهني ويعتبر التجمع الأول لشباب المحافظة.
- منتزه السدرة وهو منتزه يقع بالقرب من قرية آل عابس.
- حديقة مرحبين وهي حديقة تابعة للبلدية وهي من أقدم المعالم الموجودة في المنطقة وتقع على طريق نجد المسمى محليا«طريق أودية عبيدة» أو «طريق الوهابة».
- متحف ابن معتق الذي أسسهُ أحد أهالي المنطقة.

## المراكز التابعة لها
- مركز إمارة الجوة
- الفرشة
- مركز إمارة العرقين
- مركز امارة جوف ال معمر
- مركز إمارة وادي الحيا
- مركز إمارة وادي سريان
- مركز إمارة وادي ردوم
- مركز إمارة خشم عنقار
- مركز إمارة العسران
- مركز إمارة سبت بني بشر
- مركز إمارة عين اللوي

## وصلات خارجية
- سراة عبيدة.. آثارها شاهدة على عمق حضارتها.